# Бобок Олександр Миколайович
Олекса́ндр Микола́йович Бобо́к (11 липня 1977, Березань — 2 травня 2015) — старший сержант 11-го окремого мотопіхотного батальйону Збройних сил України, учасник російсько-української війни.

## Життєпис
Народився 11 липня 1977 року в місті Березань Київської області. У 1993 році закінчив 8 класів загальноосвітньої школи № 2 міста Березань, потім — спеціальне професійно-технічне училище № 25 міста Березань (нині — Березанський професійний аграрний ліцей) за спеціальністю водій. Працював у радгоспі імені 60-річчя України.
З осені 1996 року по 1998 рік проходив строкову військову службу в лавах Збройних Сил України. Служив у військовій частині в Полтавській області.
З 1998 року працював продавцем килимових покриттів на ринку «Троєщина» в Києві, з 2005 року — на складі електротехніки у місті Бориспіль Київської області.
5 вересня 2014 року мобілізований до лав Збройних Сил України. Служив головним сержантом взводу матеріального забезпечення роти забезпечення 11-го батальйону територіальної оборони «Київська Русь» (з листопада 2014 року — 11-го окремого мотопіхотного батальйону) Збройних Сил України (військова частина польова пошта В2262).
28 квітня 2015 року поблизу селища Опитне Ясинуватського району Донецької області в кімнату, де відпочивав старший сержант Бобок, влучив ворожий снаряд. Внаслідок вибуху військовослужбовець зазнав важких поранень. Бійця доправили до госпіталю. Лікарі боролися за життя військовослужбовця, проте їхні зусилля виявилися марними. 2 травня 2015 року старший сержант Бобок помер у реанімаційному відділенні, так і не прийшовши до тями.
5 травня 2015 року похований на Алеї слави Поліського кладовища у місті Березань Київської області.
Залишилась дружина.

## Нагороди
За особисту мужність і героїзм, виявлені у захисті державного суверенітету та територіальної цілісності України, вірність військовій присязі під час російсько-української війни
- нагороджений орденом «За мужність» III ступеня (4.6.2015, посмертно)